# Socola, Iași

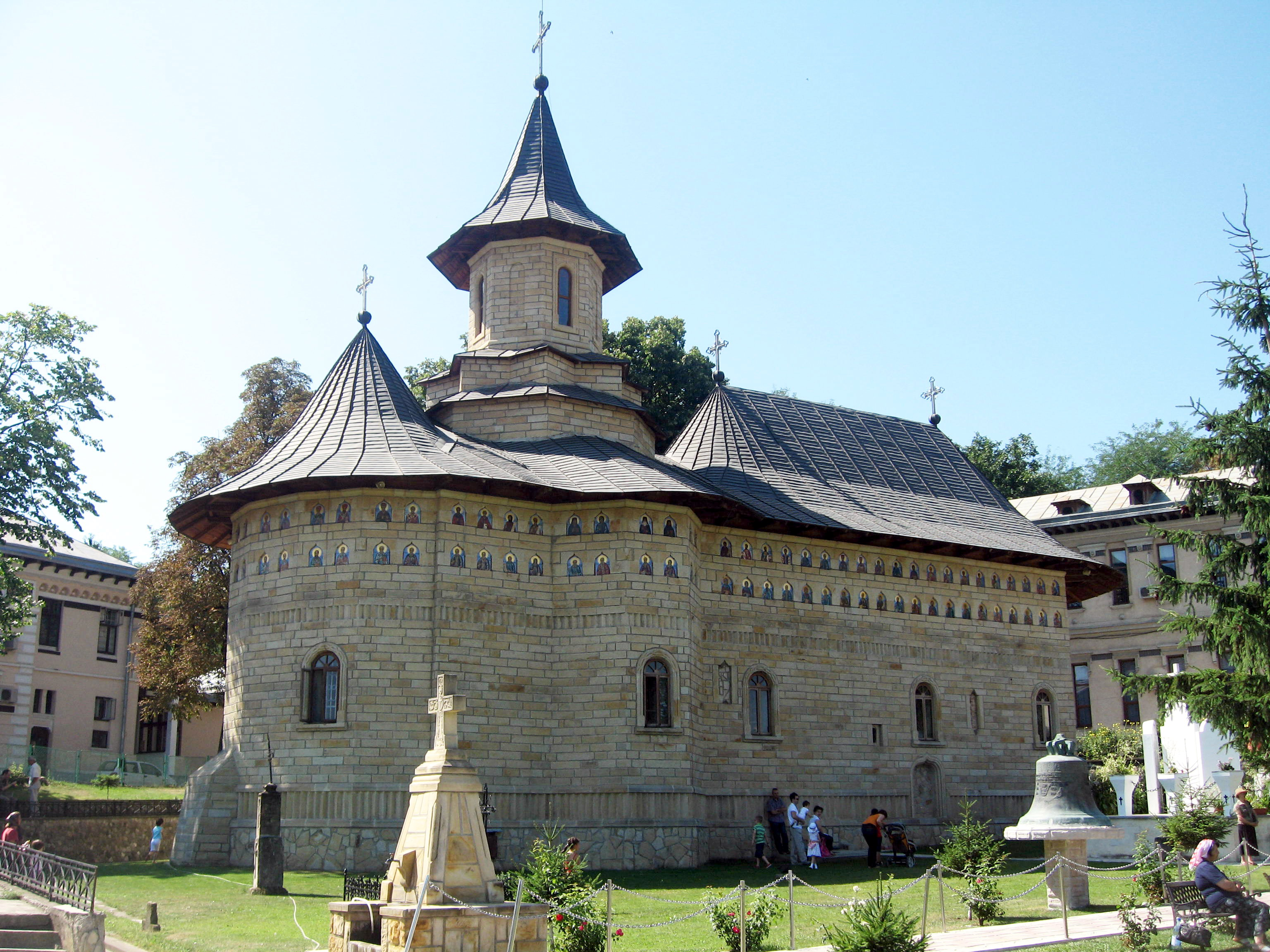
Biserica "Schimbarea la Faţă - Socola" din Iaşi

Socola este un cartier al municipiului Iași.

## Etimologie
Numele Socola este de origine slavă și este atestat din secolul al XV-lea. În traducere, „socola” înseamnă „șoim”. Aici ar fi existat o crescătorie de șoimi.

## Geografie
Cartierul Socola se află în sudul orașului Iași.

## Istoric
În secolele al XV-lea și al XVI-lea, dealurile din sudul orașului erau acoperite cu păduri, aici existând, conform tradiției locale, o crescătorie de șoimi. În tributul anual plătit Înaltei Porți, domnitorii Moldovei trebuiau să dea și un număr de astfel de păsări. Denumirea Socola ar proveni de la cuvântul slav "socol" care înseamnă "șoim". 
La mijlocul secolului al XVI-lea, după tradiția locală și unele documente vechi, domnitorul moldovean Alexandru Lăpușneanu (1552-1561, 1564-1568) a întemeiat o mănăstire de maici pe locul unui schit de călugărițe, ce ar fi existat cu mult înainte, în codrul din marginea sudică a orașului Iași 
Cel mai vechi document în care se vorbește de această mănăstire este un hrisov din 12 aprilie 1583 al domnitorului Petru Șchiopul. Acolo stau scrise următoarele: "Din mila lui Dumnezeu noi Io Petru Voievod, Domn al Țării Moldovei, facem cunoscut cu această carte a noastră tuturor celor ce o vor vedea ... că au venit înaintea noastră și înaintea tuturor boierilor noștri moldoveni ... călugărițele de la ... Sfânta mănăstire care se numește Socola, unde este hramul Schimbării la față a Domnului ... și ni s-au plâns cu mare jăluire ... că privilegiul de danie ce l-au avut de la Alexandru Voievod (Lăpușneanu) pe două sate, Iezerenii ... și Găurenii, ce sunt în Ținutul Cârligăturii ... ele l-au pierdut în zilele lui Ioan Voievod (cel Cumplit), când au prădat turcii și tătarii toată țara noastră și când însuși Ioan Vodă a pierit..." 
După înscăunarea sa, mitropolitul Veniamin Costachi al Moldovei a hotărât să înființeze un seminar teologic. La îndemnul său, domnitorul fanariot Alexandru C. Moruzi a dat la 1 septembrie 1803 un hrisov prin care s-a stabilit așezarea în chiliile Mănăstirii Socola a Școalei de învățătură pentru feciorii de preoți și diaconi, unde să se paradosească bogoslovia și tălmăcirea sfintelor scripturi.  Călugărițele de la Mănăstirea Socola, în frunte cu stareța Elisabeta schimonahia, sora mitropolitului, au fost mutate la Mănăstirea Agapia (până atunci mănăstire de călugări), iar de acolo au fost aduși aici starețul Sofronie, împreună cu câțiva călugări.  Această instituție a dobândit o importanță istorică semnificativă în învățământul românesc la începutul secolului al XIX-lea, fiind prima instituție care a oferit educație secundară în limba română.
Seminarul a fost mutat în anul 1886 în centrul orașului Iași, iar în chiliile mănăstirii s-au stabilit mai întâi o școală de arte și meserii și apoi un spital de psihiatrie. În perioada regimului comunist, biserica a funcționat ca biserică parohială. Ulterior, ea a devenit biserică pentru bolnavii Spitalului universitar de psihiatrie. 

## Monumente istorice
- Biserica "Schimbarea la Față - Socola" - ctitorită de domnitorul Alexandru Lăpușneanu (1552-1561, 1564-1568); ea se află în prezent în curtea Spitalului de Psihiatrie Socola, pe Șos. Bucium nr. 36.

## Transport
- Autobuz: 46, 30, 30b